# Station Harajuku
Station Harajuku  (原宿駅, Harajuku-eki) is een spoorwegstation op de Yamanote-lijn van de East Japan Railway Company (JR East). Het station ligt in Shibuya (Tokio) en grenst aan Yoyogipark. Het station werd geopend op 30 oktober 1906. In de aanloop naar de Olympische Zomerspelen werd in 2020 een nieuw stationsgebouw geplaatst. Het station dankt zijn naam aan het gebied aan de oostelijke zijde, Harajuku.

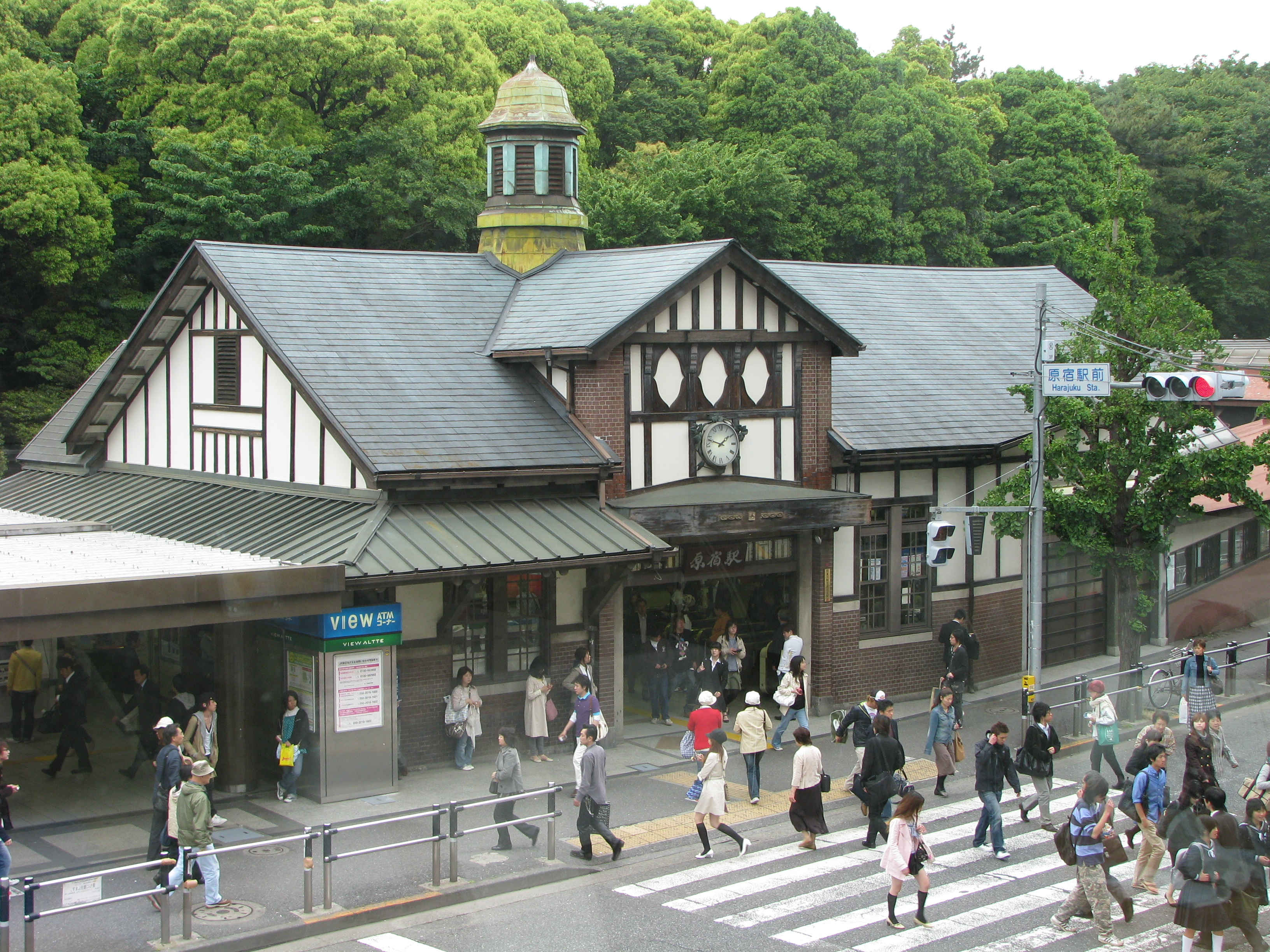
Het oude stationsgebouw

Shinagawa · Ōsaki · Gotanda · Meguro · Ebisu · Shibuya · Harajuku · Yoyogi · Shinjuku · Shin-Ōkubo · Takadanobaba · Mejiro · Ikebukuro · Ōtsuka · Sugamo · Komagome · Tabata · Nishi-Nippori · Nippori · Uguisudani · Ueno · Okachimachi · Akihabara · Kanda · Tokio · Yūrakuchō · Shinbashi · Hamamatsuchō · Tamachi · Shinagawa